# 淵辺義博

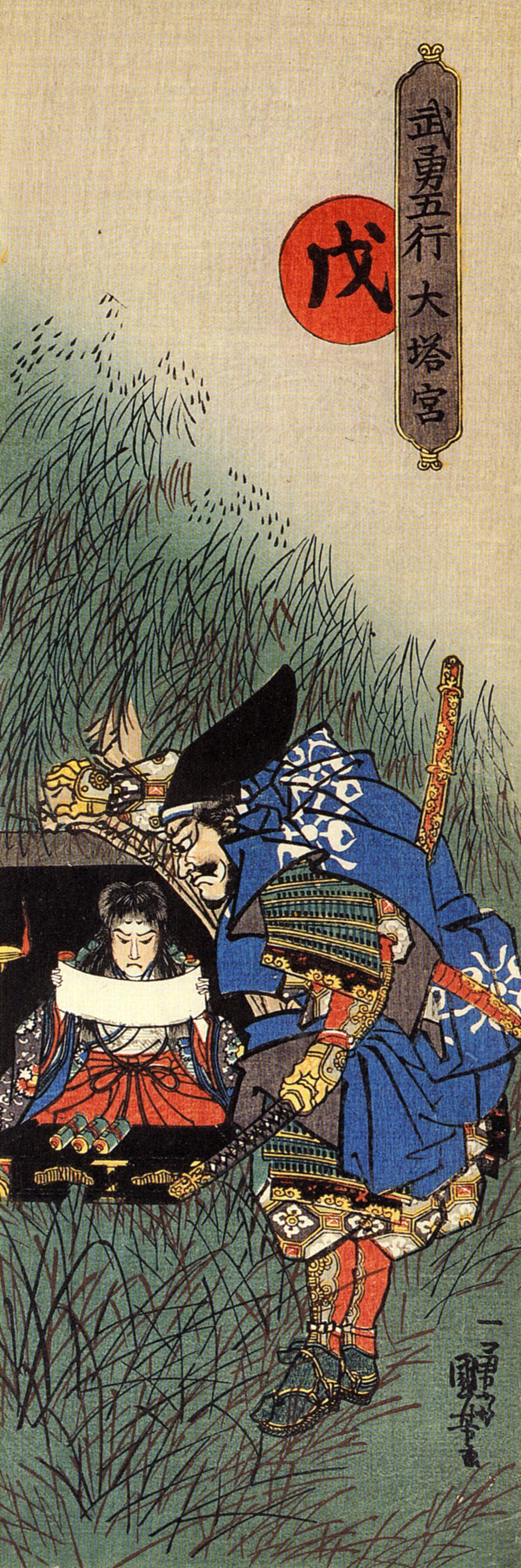
護良親王を殺害する淵辺義博（歌川国芳画）

淵辺 義博（ふちべ よしひろ、ふちのべ よしひろ、生年不明 - 建武2年（1335年）は、南北朝時代の武将。相模国高座郡大野村渕辺原（現在の神奈川県相模原市中央区淵野辺周辺）の地頭で、足利直義の家臣。淵野辺城主。通称は伊賀守。淵辺氏は武蔵七党の横山氏一門の野辺氏（矢部氏）の支流といわれている。

## 生涯
元弘3年/正慶2年（1333年）、足利尊氏や新田義貞らによって鎌倉幕府が滅び、後醍醐天皇が建武の新政を開始する。建武政権では、関東支配のため鎌倉将軍府が置かれており、足利尊氏の弟の足利直義が執権を務めていた。義博は直義の配下として鎌倉にあった。
建武元年（1334年）冬、後醍醐天皇の皇子護良親王が父天皇と不和となり、皇位簒奪を企てた疑いをかけられて捕縛され、鎌倉の直義の元に幽閉される。翌建武2年（1335年）7月、旧鎌倉幕府第14代執権で最後の得宗であった北条高時の遺児北条時行が、中先代の乱と呼ばれる反乱を起こす。直義は、時行の軍勢が強勢で鎌倉を支えきれないと見て、駿河国へ落ち延びることを決断する。護良親王が時行に旗印として奉じられることを恐れた直義は、鎌倉の東光寺に幽閉されていた親王の殺害を義博に命じた。『太平記』によれば、義博は土牢の中で親王に刀の鋒を噛み折られるなど苦戦するが、格闘の末にその首を取った。外へ出て首を確認してみると、首はまるで生きているように両眼を見開いたまま自分をにらみつけていたので、義博は「このような首は主君に見せないものだ」と中国の干将・莫耶の故事をふまえて考え、近くの藪の中に首を捨ててその場を立ち去ったと記されている（明治維新後に東光寺跡に建てられた鎌倉宮の境内には、「御構廟（おかまえどころ）」と伝わる竹薮がある）。
直義は時行に鎌倉を占領されるが、京から出陣した尊氏とともに北条軍を破り、鎌倉を奪還する。尊氏は鎌倉に居座って建武政権から離脱し、後醍醐は新田義貞に尊氏追討を命じた。直義らが軍を率いて新田軍を迎え撃ったが敗北と撤退を続け、駿河の手越河原で戦って敗れ、義博も戦死した。『難太平記』によれば、直義らは新田軍に追いつめられ、義博が敵中に突撃して戦死し、今川範国が直義を説得して撤退させたとされる。

## 伝説
義博について、次の2つの伝説が言い伝えられている。

### 護良親王にまつわるもの
護良親王の殺害を命じられた義博は、親王を哀れんでその命を助け、淵野辺の地より現在の宮城県石巻市に送り、逃がしたという。この際、主君の命に背いた義博は、妻子に害が及ぶのを恐れ、その縁を切り、現在の相模原市と東京都町田市との境界を流れる境川にかかる橋（別れ橋）のたもとの榎木の下で妻子と別れた、と伝えられている。橋は後に架け替えられ、現在の中里橋となったが、たもとに残る榎木は「縁切り榎木」として、今日まで残っている。

### 龍退治にまつわるもの
義博の時代、境川に龍池という池があり、そこに大きな龍が住み着き、村を荒らし回っていた。そこで、義博は部下を引き連れて龍退治に向かい、見事龍の目を弓矢で射抜いて退治した、という伝説である。その時、龍の体は3つに分かれて飛び散った。そこで、龍の怨霊を沈めるため、龍の頭が落ちた場所に「龍頭寺」、胴体の落ちた場所に「龍胴寺」、尾の落ちた場所に「龍尾寺」が建立されたと伝えられている。現在は、龍胴寺こと龍像寺が残っているだけであるが、寺にはこの伝説が伝えられ、また境川沿いの旧鎌倉街道（八王子道、現在は民家の中）に、「龍を射た場所」というのが伝えられている。